# Le Dorat
Pour les articles homonymes, voir Dorat.
Le Dorat est une commune française située dans le département de la Haute-Vienne, en région Nouvelle-Aquitaine.
Ses habitants sont appelés les Dorachons ou les Doratiens. La ville est considérée comme la capitale traditionnelle de la Basse Marche.
Le Dorat fait partie des labels de qualité Petites villes de demain et Petites Cités de Caractère.

## Géographie
La ville est située à 50 km au nord de Limoges. Elle est traversée par le Courtoison.
Au nord-ouest, les limites de la commune suivent le cours de la Brame.
Une gare SNCF sur la ligne Limoges - Poitiers permet, en prenant le TGV à Poitiers, d’accéder rapidement à Paris.
Voulons fut réunie au Dorat par l'ordonnance du 7 janvier 1824. La délimitation entre les communes du Dorat et de Dinsac fut fixée par l'ordonnance du 14 juillet 1836.
| Oradour-Saint-Genest   | La Bazeuge              | Dinsac       |
| Val-d'Oire-et-Gartempe | du Dorat                | Magnac-Laval |
| Saint-Sornin-la-Marche | Saint-Ouen-sur-Gartempe | Droux        |

## Urbanisme

### Typologie
Au 1er janvier 2024, Le Dorat est catégorisée bourg rural, selon la nouvelle grille communale de densité à sept niveaux définie par l'Insee en 2022.
Elle est située hors unité urbaine et hors attraction des villes,.

### Occupation des sols
L'occupation des sols de la commune, telle qu'elle ressort de la base de données européenne d’occupation biophysique des sols Corine Land Cover (CLC), est marquée par l'importance des territoires agricoles (90,3 % en 2018), en diminution par rapport à 1990 (91,3 %). La répartition détaillée en 2018 est la suivante : 
prairies (80,1 %), zones urbanisées (7,9 %), zones agricoles hétérogènes (6,1 %), terres arables (4 %), forêts (1,8 %). L'évolution de l’occupation des sols de la commune et de ses infrastructures peut être observée sur les différentes représentations cartographiques du territoire : la carte de Cassini (XVIIIe siècle), la carte d'état-major (1820-1866) et les cartes ou photos aériennes de l'IGN pour la période actuelle (1950 à aujourd'hui).

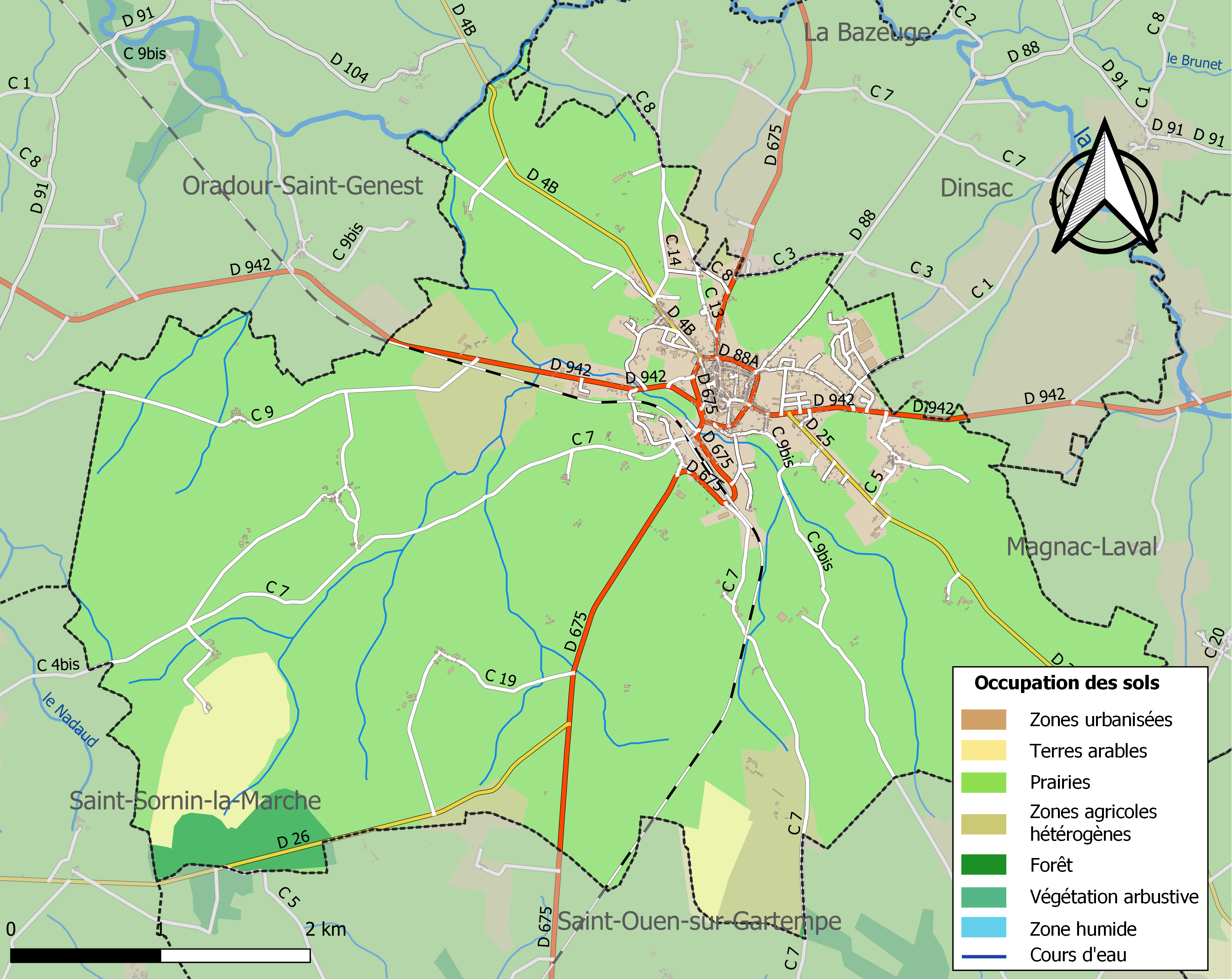
Carte des infrastructures et de l'occupation des sols de la commune en 2018 (CLC).

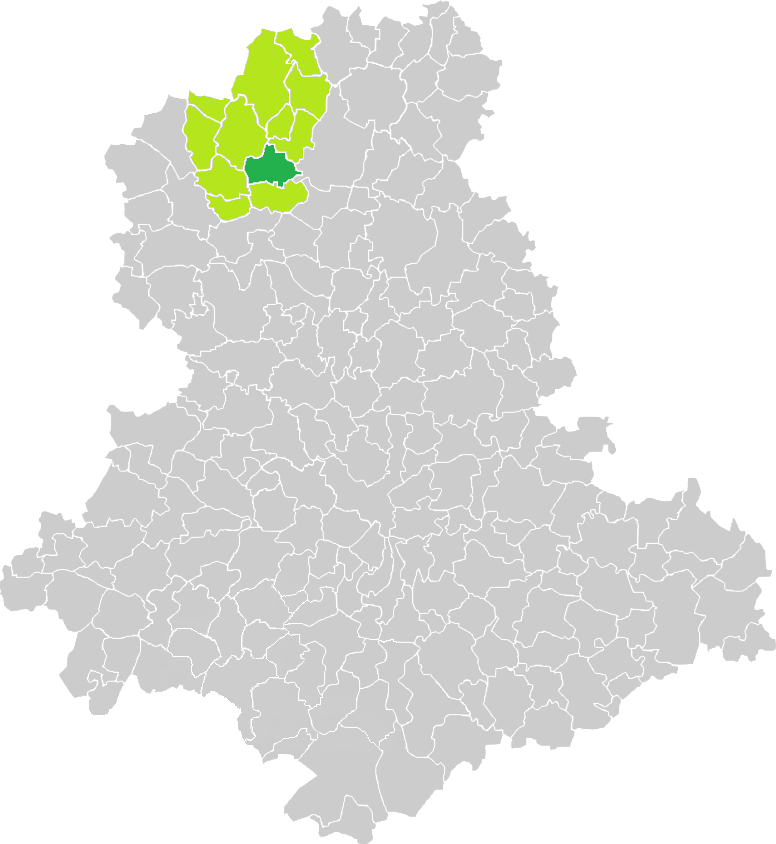
Situation de la commune du Dorat en Haute-Vienne.

|  |

### Risques majeurs
Le territoire de la commune du Dorat est vulnérable à différents aléas naturels : météorologiques (tempête, orage, neige, grand froid, canicule ou sécheresse) et séisme (sismicité faible). Il est également exposé à un risque technologique, le transport de matières dangereuses, et à un risque particulier : le risque de radon. Un site publié par le BRGM permet d'évaluer simplement et rapidement les risques d'un bien localisé soit par son adresse soit par le numéro de sa parcelle.

#### Risques naturels
Le retrait-gonflement des sols argileux est susceptible d'engendrer des dommages importants aux bâtiments en cas d’alternance de périodes de sécheresse et de pluie. 6,5 % de la superficie communale est en aléa moyen ou fort (27 % au niveau départemental et 48,5 % au niveau national métropolitain). Depuis le 1er octobre 2020, en application de la loi ÉLAN, différentes contraintes s'imposent aux vendeurs, maîtres d'ouvrages ou constructeurs de biens situés dans une zone classée en aléa moyen ou fort,.
La commune a été reconnue en état de catastrophe naturelle au titre des dommages causés par les inondations et coulées de boue survenues en 1982 et 1999 et par des mouvements de terrain en 1999.

#### Risque particulier
Dans plusieurs parties du territoire national, le radon, accumulé dans certains logements ou autres locaux, peut constituer une source significative d’exposition de la population aux rayonnements ionisants. Selon la classification de 2018, la commune du Dorat est classée en zone 3, à savoir zone à potentiel radon significatif.

## Toponymie
L'église du Dorat est attestée en 1075 sous la forme ecclesia Dauratensis, puis on trouve, en ancien occitan, del Daurat vers 1115, et en latin, de Dorato vers 1315. Ces formes anciennes se rattachent au verbe occitan daurar « dorer, orner, parer », le participe daurat qualifiant un nom masculin sous-entendu. Ce nom a remplacé un nom plus ancien : Sancto Petro Scotariensis ecclesie (fin du Xe siècle), qui évoque peut-être une fondation de Scots, c'est-à-dire de moines irlandais.
Cette étymologie va donner Le Dorat en français et Le Daurat en marchois, dialecte local du Croissant, zone de transition linguistique ici entre le limousin et le poitevin, traditionnellement parlé localement,,.

### Climat
Le climat qui caractérise la commune est qualifié, en 2010, de « climat océanique altéré », selon la typologie des climats de la France qui compte alors huit grands types de climats en métropole. En 2020, la commune ressort du même type de climat dans la classification établie par Météo-France, qui ne compte désormais, en première approche, que cinq grands types de climats en métropole. Il s’agit d’une zone de transition entre le climat océanique, le climat de montagne et le climat semi-continental. Les écarts de température entre hiver et été augmentent avec l'éloignement de la mer. La pluviométrie est plus faible qu'en bord de mer, sauf aux abords des reliefs.
Les paramètres climatiques qui ont permis d’établir la typologie de 2010 comportent six variables pour les températures et huit pour les précipitations, dont les valeurs correspondent à la normale 1971-2000. Les sept principales variables caractérisant la commune sont présentées dans l'encadré ci-après.
| Paramètres climatiques communaux sur la période 1971-2000 - Moyenne annuelle de température : 11,4 °C - Nombre de jours avec une température inférieure à −5 °C : 3,2 j - Nombre de jours avec une température supérieure à 30 °C : 5,8 j - Amplitude thermique annuelle : 15 °C - Cumuls annuels de précipitation : 894 mm - Nombre de jours de précipitation en janvier : 12,8 j - Nombre de jours de précipitation en juillet : 7,5 j |

Avec le changement climatique, ces variables ont évolué. Une étude réalisée en 2014 par la Direction générale de l'Énergie et du Climat complétée par des études régionales prévoit en effet que la  température moyenne devrait croître et la pluviométrie moyenne baisser, avec toutefois de fortes variations régionales. La station météorologique de Météo-France installée sur la commune et mise en service en 1966 permet de connaître en continu l'évolution des indicateurs météorologiques. Le tableau détaillé pour la période 1981-2010 est présenté ci-après.
| Mois                                  | jan.         | fév.           | mars           | avril         | mai           | juin          | jui.          | août        | sep.          | oct.          | nov.          | déc.           | année    |
| ------------------------------------- | ------------ | -------------- | -------------- | ------------- | ------------- | ------------- | ------------- | ----------- | ------------- | ------------- | ------------- | -------------- | -------- |
| Température minimale moyenne (°C)     | 0,8          | 0,7            | 2,5            | 4,2           | 8,1           | 11            | 12,7          | 12,2        | 9,4           | 7,6           | 3,3           | 1,4            | 6,2      |
| Température moyenne (°C)              | 4,5          | 5,2            | 7,9            | 10,1          | 14,2          | 17,4          | 19,6          | 19,3        | 16            | 12,8          | 7,6           | 5              | 11,7     |
| Température maximale moyenne (°C)     | 8,2          | 9,8            | 13,3           | 16,1          | 20,3          | 23,7          | 26,6          | 26,5        | 22,6          | 17,9          | 11,9          | 8,6            | 17,2     |
| Record de froid (°C) date du record   | −25 16.01.85 | −18,9 06.02.12 | −12,9 01.03.05 | −6 04.04.96   | −2,5 08.05.74 | 0 05.06.76    | 3 03.07.79    | 2 28.08.74  | −1,9 18.09.71 | −7,5 30.10.97 | −11 22.11.93  | −12,5 31.12.96 | −25 1985 |
| Record de chaleur (°C) date du record | 19 24.01.67  | 23 20.02.98    | 26 24.03.96    | 32,3 30.04.05 | 33,7 26.05.05 | 38,8 30.06.15 | 38,5 16.07.15 | 41 05.08.03 | 35 14.09.20   | 30,5 01.10.11 | 24,7 08.11.15 | 19,5 16.12.89  | 41 2003  |
| Précipitations (mm)                   | 86,6         | 70,9           | 67             | 77,6          | 87,4          | 65,9          | 53,7          | 61,5        | 68,2          | 89,9          | 87,6          | 88,9           | 905,2    |

## Histoire

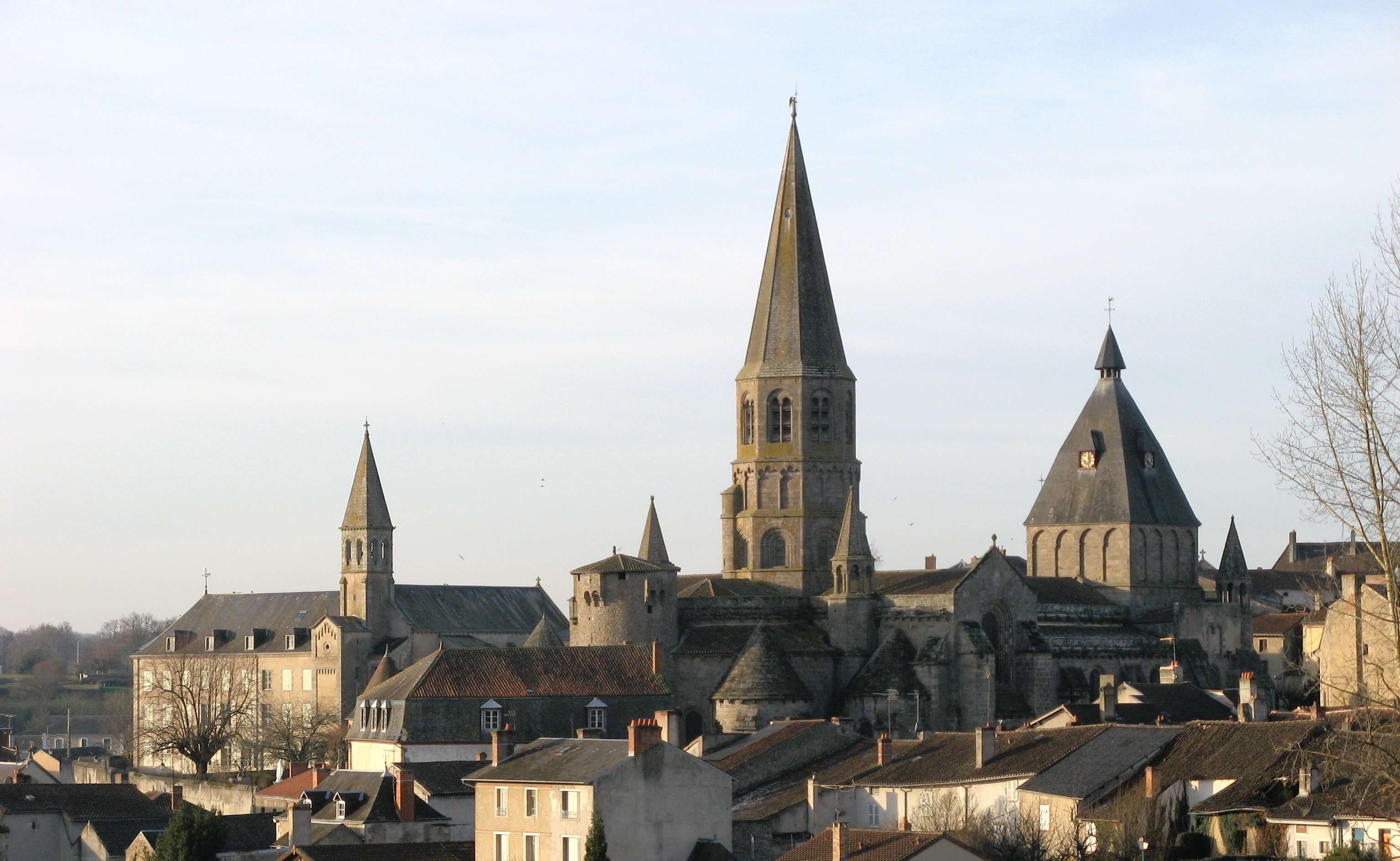
Le Dorat, vue générale.

### Les origines
Les origines du Dorat sont difficiles à appréhender. Pourtant le chartrier des chanoines du Dorat, réactualisé lors de la construction de la collégiale au XIIe siècle, nous donne quelques pistes.
- Deux noms apparaissent dans les documents au XIe siècle: Saint-Pierre Deaurato (oratoire de Saint-Pierre) et Scotorensis (qui a pu donner le nom du ruisseau du Courtoison).
- Une charte  de fondation  de la communauté de chanoines par un laïc, un certain Boson, marquis, datée d'environ 970 a été étudiée par l'universitaire Anne Massoni[26].
- L'essentiel des documents produits concerne des donations au chapitre des chanoines et des conflits juridiques avec les descendants de Boson, marquis, devenus les comtes de La Marche concernant la taxation des marchands passant par la ville du Dorat.

### Un Moyen Âge turbulent
Le Dorat est un site stratégique que les puissants veulent contrôler.
D'un point de vue local :
- Les chanoines sous l'égide de l'abbé Ranulf, évêque schismatique de Limoges, font construire la très belle collégiale romane au début du XIIe siècle[27].

Aujourd'hui, il est impossible de savoir où était l'édifice antérieur (pas de documents mentionnant un lieu précis et les fouilles archéologiques préventives ne donnent rien). Les chanoines y organisent un culte autour des deux saints locaux Israël (+1014) et Théobald (+1070), anciens chanoines de la communauté.
- Les comtes de La Marche matérialisent leur pouvoir autour d'une motte dominant le carrefour routier, de même que la « roche » des chanoines[28].

D'un point de vue régional et national :
- Au XIIIe siècle, Gérauld de Maulmont, bras droit en Limousin du roi Philippe IV le Bel, se fait élire abbé du Dorat.
- En 1356, le Prince Noir, Édouard de Galles, s'empare de la ville du Dorat et de sa motte.
- À la fin du XIVe et début du XVe siècle, le roi de France, via le duc de Berry reconquiert son territoire, en mettant à la tête du chapitre la famille du Cher, cliente du duc de Berry, et en érigeant une tour défensive sur l'abside de la collégiale.
- La reconquête du pouvoir royal français s'étend jusqu'au XVIe siècle, avec la fortification de la ville entre 1430 et 1530 environ sous l'égide des Bourbons, comte de La Marche et les différents passages des rois de France.
- En 1572, un tribunal royal sédentaire s'implante au cœur de la ville mettant en difficulté le pouvoir séculaire des chanoines de la collégiale.

### L’assassinat de Claude de La Pouge, reflet d'une période troublée et prospère
En 1578, le lieutenant général de la Sénéchaussée, représentant du Sénéchal est assassiné au Dorat à la suite d'une cabale. Trois raisons principales sont à la source de cet événement : raisons politique, religieuse et sentimentale.
Tout d'abord, en 1572, un édit royal confirme l'installation d'un tribunal au cœur de la ville du Dorat. Claude de La Pouge y détient la charge la plus importante. Il entre alors en conflit avec le pouvoir séculaire des chanoines de la ville. Il entre aussi en concurrence avec le pouvoir des bourgeois ou consuls de la cité qui détiennent de nombreuses libertés depuis l'accord de la charte de 1566 et ont un pouvoir économique fort.
Ensuite, en pleines guerres de Religion, le lieutenant général doit faire appliquer la tolérance religieuse, politique royale par excellence, qui génère des malentendus à la fois à l'encontre des protestants et des catholiques dorachons.
Enfin, Claude de La Pouge, selon les mœurs de son époque, entretient deux femmes, qui sont les épouses de ses subalternes.
Tous ces paramètres rendent la situation explosive et la font déboucher sur l'assassinat de lieutenant général.
La maison dite de Claude de La Pouge a été identifiée comme telle par erreur. En réalité, elle se situe quelques mètres plus loin en face.

### Le Dorat, cité religieuse
Le Dorat se caractérise par ses nombreuses communautés religieuses.
Du Xe siècle à la Révolution française, le chapitre de chanoines est une institution riche et puissante. À l'ombre de sa très belle collégiale, le chapitre est le premier propriétaire foncier de la région. Les chanoines habitent de belles maisons. La demeure de l'abbé est reconstruite vers 1760, il s'agit d'un véritable hôtel particulier. Le chapitre possède aussi une « psalette » réputée. À la veille de la Révolution, la communauté est à son apogée.
En 1559, le culte protestant était célébré publiquement au Dorat.
En réaction à l'influence protestante, deux couvents voient le jour au début du XVIIe siècle au Dorat. Un couvent de sœurs bénédictines, actuel collège Pierre Robert, et un couvent de frères récollets franciscains à l'entrée de la ville, côté Nord, sont fondés grâce aux libéralités des notables catholiques. Ces deux établissements ferment à la Révolution.
Dans la deuxième moitié du XIXe siècle, durant la période du renouveau catholique, trois établissements voient le jour de nouveau : le couvent apostolique des Sœurs de Marie-Joseph et de la Miséricorde, un monastère du Carmel et un couvent de franciscaines associé à une maison de retraite pour prêtres âgés.

### XVIIIesiècle
Au XVIIIe siècle, la bourgeoisie du Dorat adopte les idées des Lumières. Les religieux agissent de même. De belles maisons bourgeoises sont construites. Durant la Révolution française, les chanoines s'impliquent fortement, occupant les principales fonctions administratives. Les chanoines les plus conservateurs et fidèles à Rome sont déportés.
Elle fut chef-lieu de district de 1790 à 1795.

## Politique et administration

### Liste des maires
| Période                                  | Période  | Identité                        | Étiquette       | Qualité                                                                            |
| ---------------------------------------- | -------- | ------------------------------- | --------------- | ---------------------------------------------------------------------------------- |
| 1790                                     | 1793     | Jean-Baptiste Moreau            |                 |                                                                                    |
| 1793                                     | 1794     | Vincent Jebardat                |                 |                                                                                    |
| 1794                                     | 1795     | Jean Gourdonnaud                |                 |                                                                                    |
| 1795                                     | 1796     | Guy-Théobald Junien             |                 | Avocat                                                                             |
| 1796                                     | 1799     | Pierre Pellegrain               |                 |                                                                                    |
| 1799                                     | 1808     | Jean-Baptiste Despouges         |                 | greffier de justice de paix                                                        |
| 1808                                     | 1830     | Claude Gobertière de Lamothe    |                 | conseiller d'Arrondissement                                                        |
| 1830                                     | 1831     | Pierre-Etienne Pellegrain       |                 |                                                                                    |
| 1831                                     | 1832     | Joseph Vidard Laboujonnière     |                 | Notaire royal, Avocat                                                              |
| 1832                                     | 1833     | Joseph-Philippe Brac            |                 | Avocat                                                                             |
| 1833                                     | 1835     | François Demoulin               |                 |                                                                                    |
| 1836                                     | 1846     | Jacques-Antoine Vidard Dupin    |                 | Médecin                                                                            |
| 1846                                     | 1850     | François-Prosper Vidard         |                 |                                                                                    |
| 1850                                     | 1854     | Ferdinand-Pierre Boucquet Dupin |                 | Bourgeois                                                                          |
| 1854                                     | 1855     | Silvain-Laurent Robert          |                 |                                                                                    |
| 1856                                     | 1870     | Christophe Boucquet             |                 |                                                                                    |
| 1870                                     | 1879     | Jacques Desgranges              |                 |                                                                                    |
| 1880                                     | 1884     | Aloys Drü                       |                 | pharmacien                                                                         |
| 1884                                     | 1889     | Christophe Boucquet             |                 | maître chirurgien                                                                  |
| 1890                                     | 1892     | Antoine Vacherie de Labeige     |                 |                                                                                    |
| 1892                                     | 1900     | François Thaury                 | Républicain     | Propriétaire du château d'Escurat                                                  |
| 1900                                     | 1904     | Paul de La Guérivière           |                 |                                                                                    |
| 1904                                     | 1935     | René Paul Gustave Trouvé        | Gauche radicale | Médecin, Homme politique Conseiller général, Député et sénateur de la Haute-Vienne |
| 1935                                     | 1939     | Marcel Beissat                  |                 |                                                                                    |
| 1940                                     | 1944     | Pierre Lotte                    | RG              | Pharmacien                                                                         |
| 1944                                     | 1945     | Henri Laguzet                   |                 |                                                                                    |
| 1945                                     | 1947     | Jules Cluseau                   |                 |                                                                                    |
| 1947                                     | 1959     | Louis Ricoux                    |                 |                                                                                    |
| 1959                                     | 1995     | Bertrand Clisson                | DVD             | Notaire                                                                            |
| 1995                                     | 2008     | Thierry Surun                   | UMP             |                                                                                    |
| 2008                                     | 2014     | Philippe Jardel                 | DVD             | Médecin                                                                            |
| 2014                                     | 2020     | Bernard Magnin                  | DVD             | Médecin                                                                            |
| 2020                                     | En cours | Bruno Schira                    | DVD             | ancien cadres                                                                      |
| Les données manquantes sont à compléter. |          |                                 |                 |                                                                                    |

### Politique de développement durable
La commune a engagé une politique de développement durable en lançant une démarche d'Agenda 21 en 2011.

### Jumelages
- Santillana del Mar (Espagne) dans la province de Cantabrie : c'est grâce aux échanges entre élèves espagnols et français mis en place par les professeurs Annick Beaulieu pour Le Dorat et Miguel Izquierdo pour Santillana del Mar que ce jumelage commence et s'officialise en 1986 avec la signature des maires Bertrand Clisson pour Le Dorat et Antonio Sandi pour Santillana.
- Wissembourg (France) : En septembre 1939, les habitants de Wissembourg (Bas-Rhin) évacués sont accueillis au Dorat pendant une année. Ils vivaient d’une allocation journalière. Écoles, maisons particulières, logements inoccupés furent réquisitionnés pour les loger. La scolarisation des enfants fut  aménagée en alternance avec celle des Dorachons. Malgré les problèmes de langue et des différences de comportement, des liens d’amitié se sont tissés. Des habitants des deux communes ont continué à entretenir des contacts.

En réalité le jumelage eut lieu en 1968 sous l'impulsion du maire Maître Bertrand Clisson qui trouva par l'intermédiaire des Cités Unies la ville de Santillana del Mar qui présentait des points communs avec Le Dorat (population, collégiale)
| Ville | Ville              | Pays | Pays    | Période     |
| ----- | ------------------ | ---- | ------- | ----------- |
|       | Santillana del Mar |      | Espagne | depuis 1986 |
|       | Wissembourg        |      | France  | depuis 1968 |

## Démographie
L'évolution du nombre d'habitants est connue à travers les recensements de la population effectués dans la commune depuis 1793. Pour les communes de moins de 10 000 habitants, une enquête de recensement portant sur toute la population est réalisée tous les cinq ans, les populations de référence des années intermédiaires étant quant à elles estimées par interpolation ou extrapolation. Pour la commune, le premier recensement exhaustif entrant dans le cadre du nouveau dispositif a été réalisé en 2005.

En 2022, la commune comptait 1 526 habitants, en évolution de −9,49 % par rapport à 2016 (Haute-Vienne : −0,68 %, France hors Mayotte : +2,11 %).
| 1793  | 1800  | 1806  | 1821  | 1831  | 1836  | 1841  | 1846  | 1851  |
| ----- | ----- | ----- | ----- | ----- | ----- | ----- | ----- | ----- |
| 2 212 | 2 220 | 2 014 | 1 984 | 2 237 | 2 192 | 2 439 | 2 729 | 2 817 |

| 1856  | 1861  | 1866  | 1872  | 1876  | 1881  | 1886  | 1891  | 1896  |
| ----- | ----- | ----- | ----- | ----- | ----- | ----- | ----- | ----- |
| 2 625 | 2 604 | 2 772 | 2 847 | 2 925 | 2 845 | 2 947 | 2 868 | 2 835 |

| 1901  | 1906  | 1911  | 1921  | 1926  | 1931  | 1936  | 1946  | 1954  |
| ----- | ----- | ----- | ----- | ----- | ----- | ----- | ----- | ----- |
| 2 761 | 2 743 | 2 532 | 2 526 | 2 553 | 2 340 | 2 480 | 2 442 | 2 618 |

| 1962  | 1968  | 1975  | 1982  | 1990  | 1999  | 2005  | 2006  | 2010  |
| ----- | ----- | ----- | ----- | ----- | ----- | ----- | ----- | ----- |
| 2 499 | 2 497 | 2 425 | 2 338 | 2 203 | 1 963 | 1 899 | 1 903 | 1 757 |

| 2015  | 2020  | 2022  | - | - | - | - | - | - |
| ----- | ----- | ----- | - | - | - | - | - | - |
| 1 703 | 1 535 | 1 526 | - | - | - | - | - | - |

|                | 2015  | %     |  | 2010  | %     |
| -------------- | ----- | ----- |  | ----- | ----- |
| Ensemble       | 1 703 | 100,0 |  | 1 757 | 100,0 |
| 0 à 14 ans     | 163   | 9,6   |  | 172   | 9,8   |
| 15 à 29 ans    | 187   | 11,0  |  | 177   | 10,1  |
| 30 à 44 ans    | 168   | 9,9   |  | 209   | 11,9  |
| 45 à 59 ans    | 325   | 19,1  |  | 393   | 22,4  |
| 60 à 74 ans    | 414   | 24,3  |  | 373   | 21,2  |
| 75 ans ou plus | 446   | 26,2  |  | 433   | 24,6  |

|                | Hommes | %     |  | Femmes | %     |
| -------------- | ------ | ----- |  | ------ | ----- |
| Ensemble       | 752    | 100,0 |  | 951    | 100,0 |
| 0 à 14 ans     | 73     | 9,7   |  | 90     | 9,5   |
| 15 à 29 ans    | 90     | 12,0  |  | 97     | 10,2  |
| 30 à 44 ans    | 85     | 11,3  |  | 83     | 8,7   |
| 45 à 59 ans    | 161    | 21,4  |  | 164    | 17,2  |
| 60 à 74 ans    | 190    | 25,3  |  | 224    | 23,6  |
| 75 à 89 ans    | 140    | 18,6  |  | 221    | 23,2  |
| 90 ans ou plus | 13     | 1,7   |  | 72     | 7,6   |
|                |        |       |  |        |       |
| 0 à 19 ans     | 97     | 12,9  |  | 125    | 13,1  |
| 20 à 64 ans    | 384    | 51,1  |  | 384    | 40,4  |
| 65 ans ou plus | 271    | 36,0  |  | 442    | 46,5  |

## Économie
- Un collège (Collège Pierre-Robert) et un lycée professionnel publics.
- Hôpital intercommunal du Haut Limousin (H.I.H.L), premier employeur du nord de la Haute-Vienne (80 lits).
- Usine Allande (lingerie Soutien-gorge  - 60 salariés).
- Usine Lindor (60 salariés - négoce de gros).
- Porcelaine Doralaine (groupe Deshoulières - 60 salariés).
- Porcelaines de Limoges et du Dorat (45 salariés).
- Près de 80 établissements de commerce et service (alimentation générale, boulangerie, charcuterie, moyenne surface alimentaire, équipement de la personne et de la maison, jardinerie, librairie, pharmacie, coiffure, automobile…)
- Hôtel des entreprises au sein duquel se trouve l’Association régionale de télétravail, et qui propose des bureaux meublés et câblés, une salle de réunion, un espace bureautique et des services à coûts partagés.
- Deux hôtels totalisant une vingtaine de chambres et des chambres d’hôtes.
- Un camping-caravaning.
- Plusieurs restaurants et cafés.
- Un hippodrome à la Sagne avec trois courses annuelles et un concours hippique d’envergure nationale.
- Élevages de chevaux avec haras.
- Des circuits axés sur le patrimoine, le cheval ou la randonnée.
- Des installations sportives et de loisirs (stade de foot, gymnase, cinéma, salle multimédia…).
- Un cinéma

## Culture locale et patrimoine

### Fêtes
- Foire : le  13 de chaque mois.
- Fête communale : les  21 avril et 9 juin
- Marché des Producteurs : 5 jeudis de fin juin à fin août.
- Championnat du monde de tonte de moutons : du 4 au 7 juillet 2019
- Fête de Saint-Israël et Théobald : du dimanche après le 13 septembre au dimanche suivant.
- Brocante : le premier week-end d'octobre
- Marché de Noël : le  premier dimanche de décembre

### Le Tour de France
Le Tour de France est passer 3 fois au Dorat.
- 7e étape du Tour de France 2000
- 4e étape du Tour de France 2016 (Sprint intermédiaire)
- 12e étape du Tour de France 2020 (Sprint intermédiaire)

### Lieux et monuments

#### La collégiale Saint-Pierre
L'édifice a été classé au titre des monuments historiques en 1846.

#### Dans les rues
- Rue Saint-Michel : l’hôtel du Chalard
- Rue Raymond-Chameaux : la maison de Saint-Savin
- Grand’Rue : l’hôtel Boucheul du XVIIIe siècle avec une porte monumentale. La clé pendante est chargée d’un écu. Les jambages sont terminés par des pilastres à chapiteaux à boules.

#### Place Saint–Jean
Ancienne porte de ville. Demeures des XVIe, XVIIe et XVIIIe siècles, coiffées d’amples toitures à la Mansart et pourvues de lucarnes à la capucine. Quatre d’entre elles attirent plus particulièrement l’attention :
- L’hôtel du Theil ou Dutheil de La Rochère au numéro 4 (siège du directoire du district du Dorat pendant la Révolution)

- L’hôtel Aubugeois au numéro 1 (XVIIIe siècle)
- L’hôtel Bouquet Dupin au numéro 3 (XVIIIe siècle)
- L’hôtel Junien au numéro 16

#### Hôtel de La Pouge
Au 1 rue Saint-Michel, se trouve la maison du lieutenant-général de la sénéchaussée Claude de la Pouge.
Identifiée par erreur comme la maison de Claude de La Pouge, elle est en réalité construite en 1654 à l'emplacement de plusieurs « masures ». Son commanditaire est Joseph Philippes de La Rivallerie, lieutenant criminel de la Sénéchaussée. Elle est surtout habitée par son neveu Jean Philippes, chanoine qui y fait de nombreux remaniements en 1699.
À l'angle nord-ouest, une échauguette repose sur une poivrière en granit. La toiture en bardeaux de châtaignier est surmontée d'un épi de faîtage en cuivre. Trois fenêtres de guet sont toujours visibles. La porte est valorisée par un chapiteau ionique surmonté d'une urne portant un pot à feu garni de draperie royale. Au-dessus de la porte, un oculus ovale, surmonté d'une console à feuilles d'acanthe.

#### Collège Pierre-Robert
Article détaillé Collège Pierre-Robert

#### Le carmel
Le carmel du Dorat fut fondé le 10 juillet 1856. La chapelle a été consacrée le 4 octobre 1882. Dans les jardins subsiste encore la tour Saint-Antoine, vestige des remparts de la ville.

#### Le monument aux morts
Le monument aux morts du Dorat, érigé sur la place de la Collégiale, reprend la forme d'une lanterne des morts. Construit en kersantite, il est l’œuvre, en 1926, du sculpteur limougeaud Henri Coutheillas (1862 – 1927), sur les plans de l’architecte Elie Berteau. Il a été inauguré le 13 octobre 1929.

#### Ancien hospice de Grandchamp
L’hospice de Notre-Dame-de-la-Consolation a été fondé par la famille Robert, sur sa propriété de Grandchamp, le long de la route de Droux, pour y héberger des vieillards. Construit entre 1880 et 1885, il comprend une chapelle centrale et deux pavillons symétriques de deux niveaux et cinq travées, au nord celui des femmes, au sud celui des hommes. La chapelle, monument historique depuis le 24 février 2004, suit un plan en croix latine. L'intérieur est voûté d'ogives en calcaire sur piliers à chapiteaux sculptés. Les vitraux, datant de 1885, représentent la Sainte Famille, les saints patrons des fondateurs, saint Israël et saint Théobald, ainsi que la Nativité et la Passion du Christ. Les deux pavillons, dont les façades et toitures sont inscrites à l’inventaire, sont caractérisés simplement crépis. L’intérieur a été en partie modifié pour permettre l'habitation.

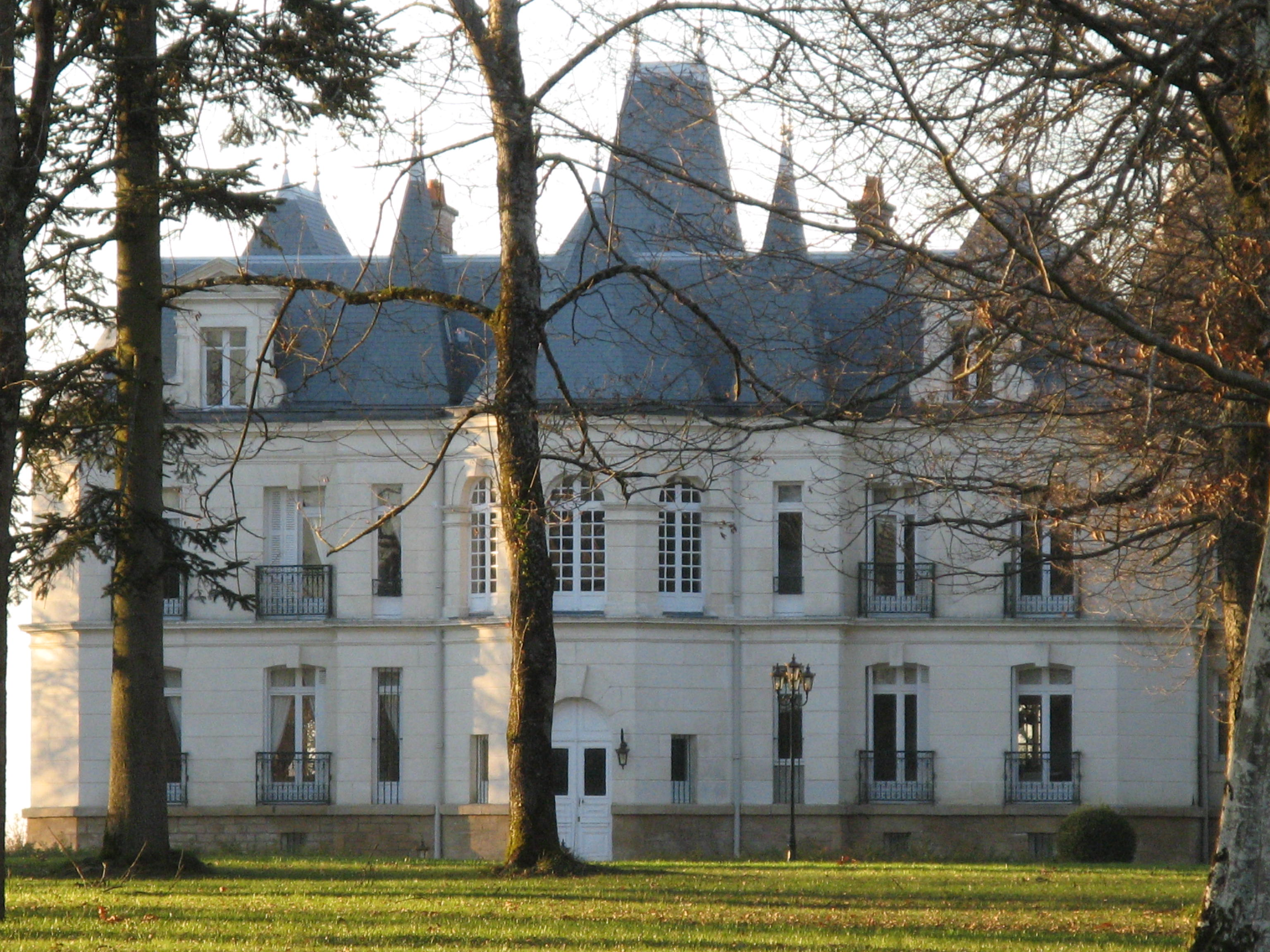
Domaine d'Escurat.
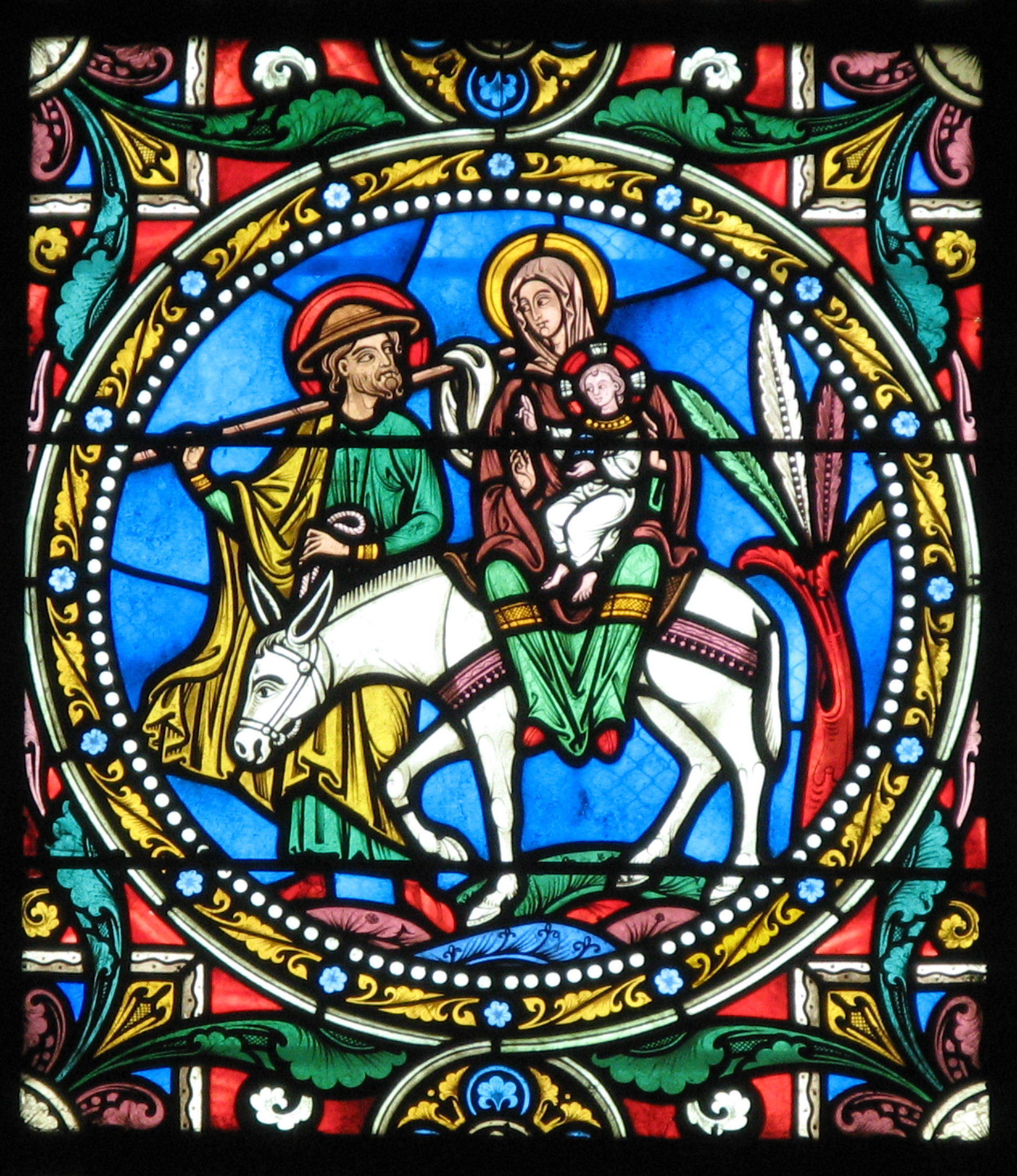
La fuite en Égypte. Vitrail de la collégiale. Didron, 1880.
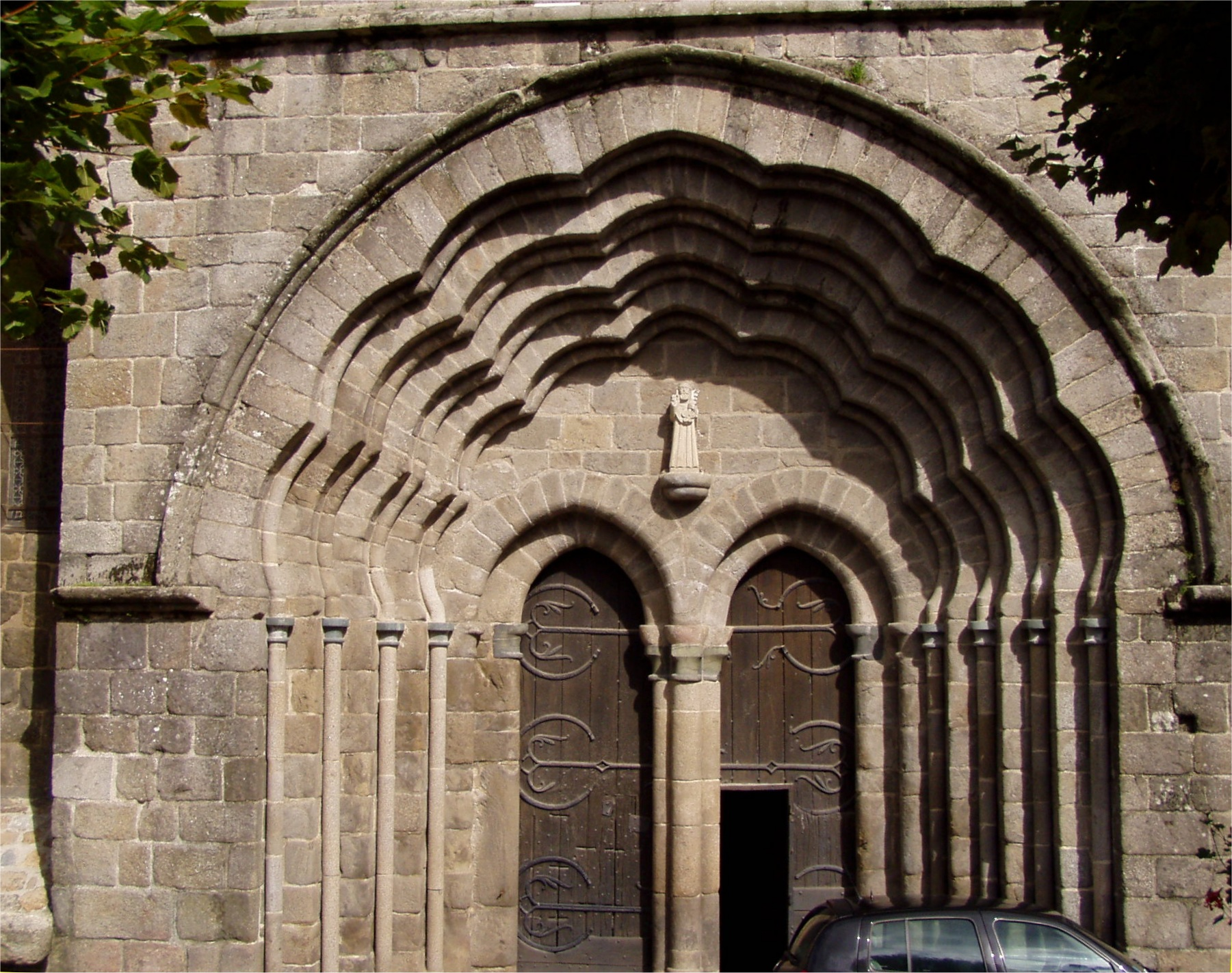
Le portail de la collégiale Saint-Pierre.
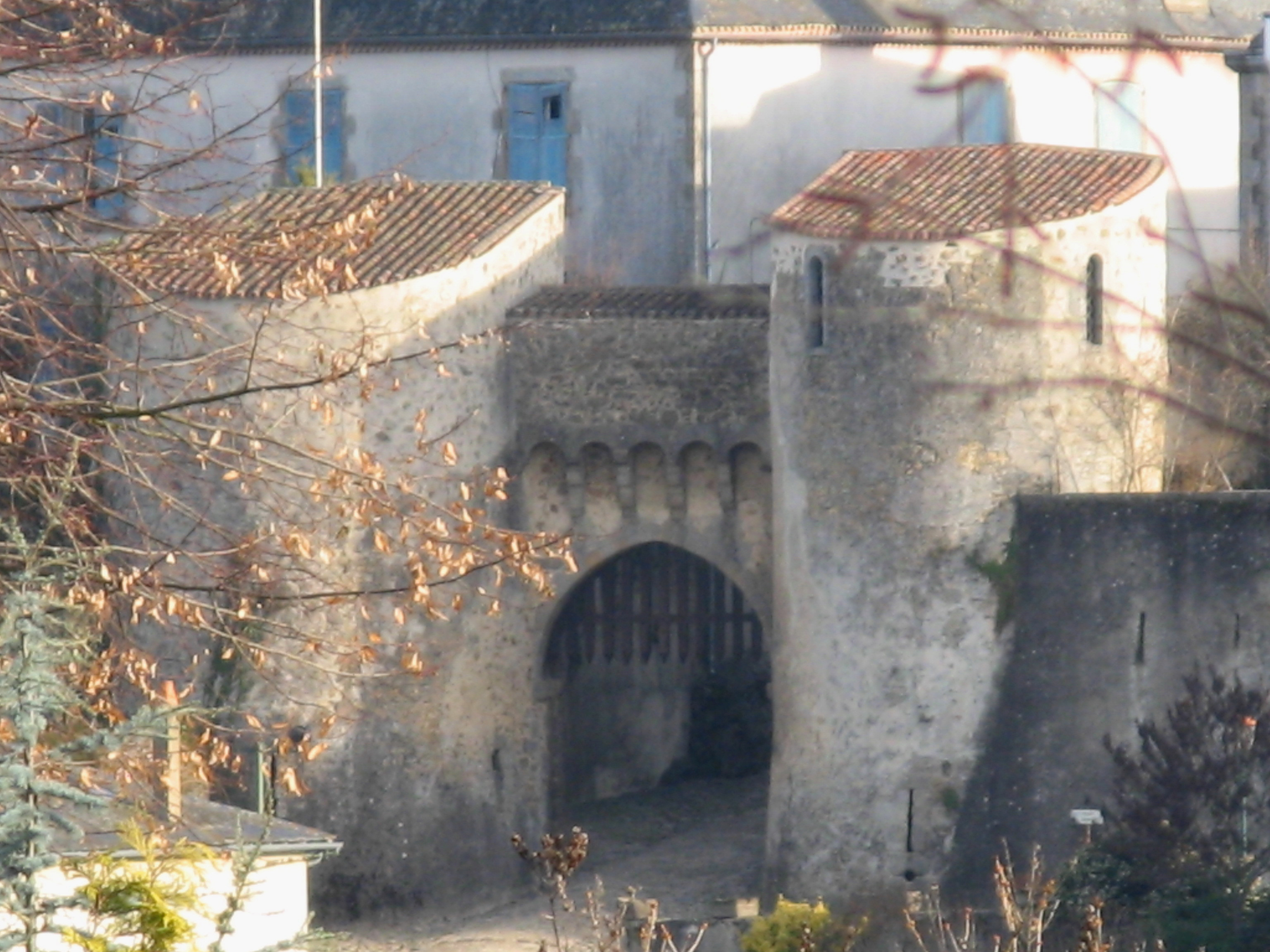
La porte Bergère.
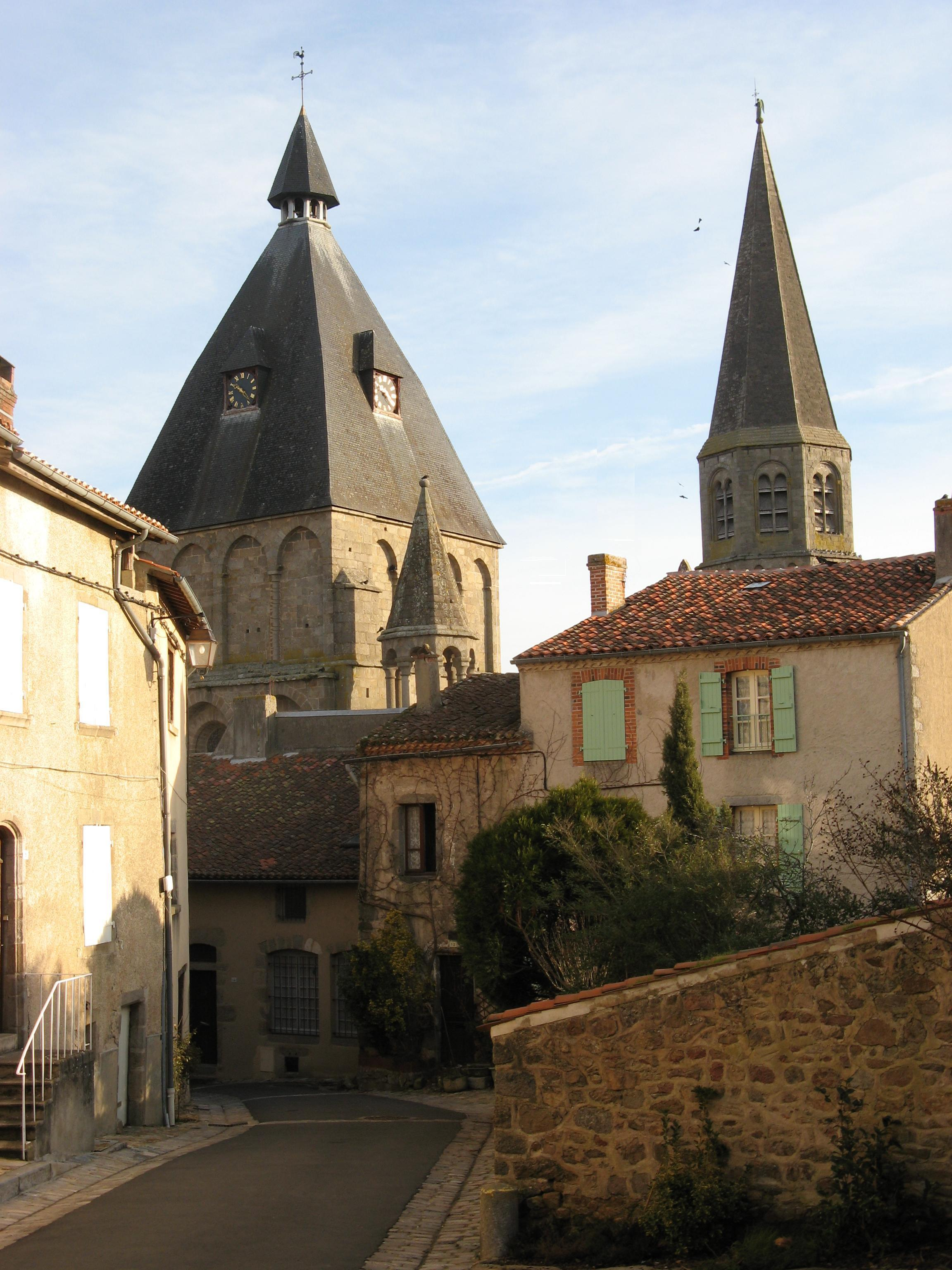
La collégiale.
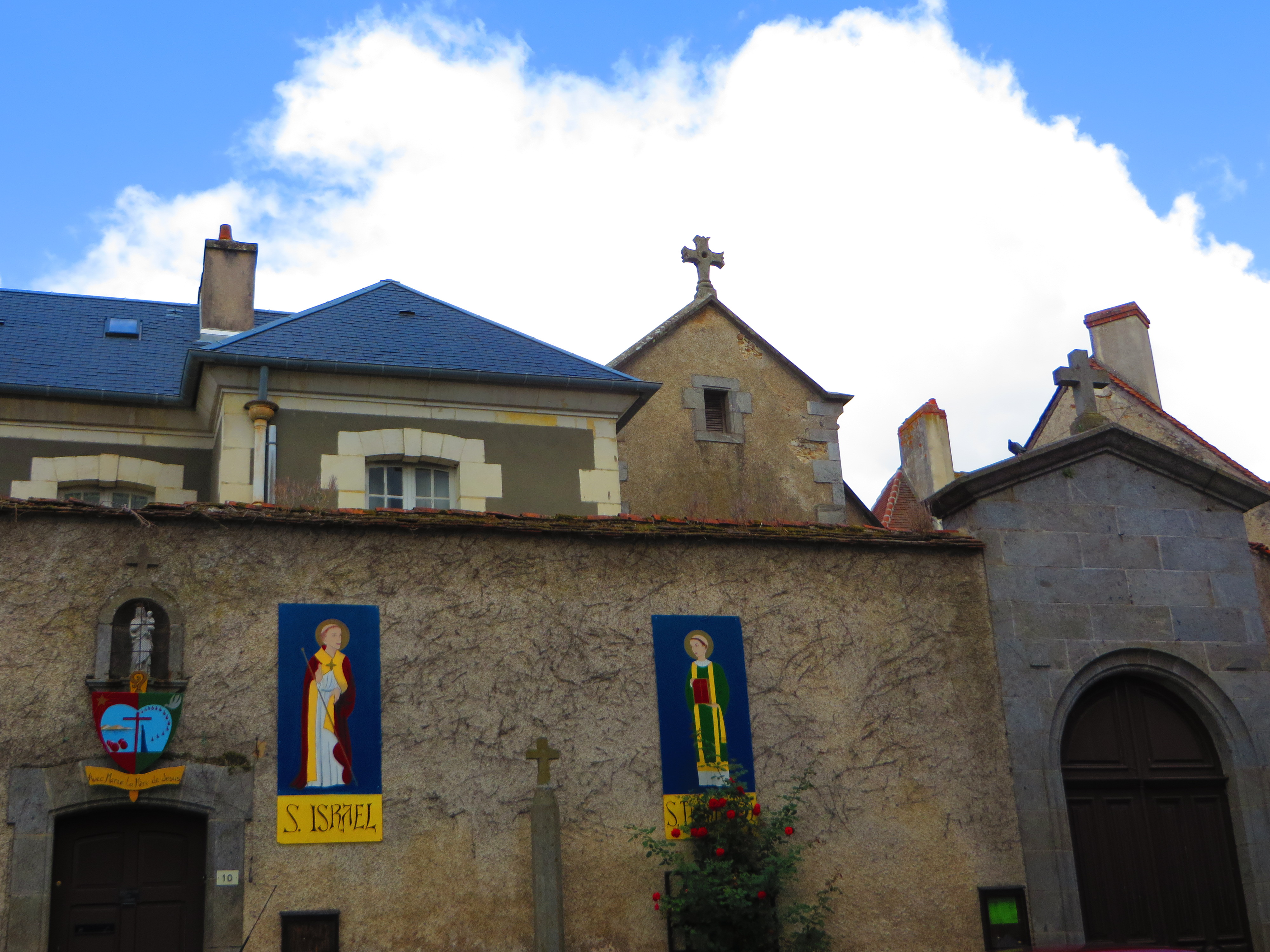
Couvent du Carmel
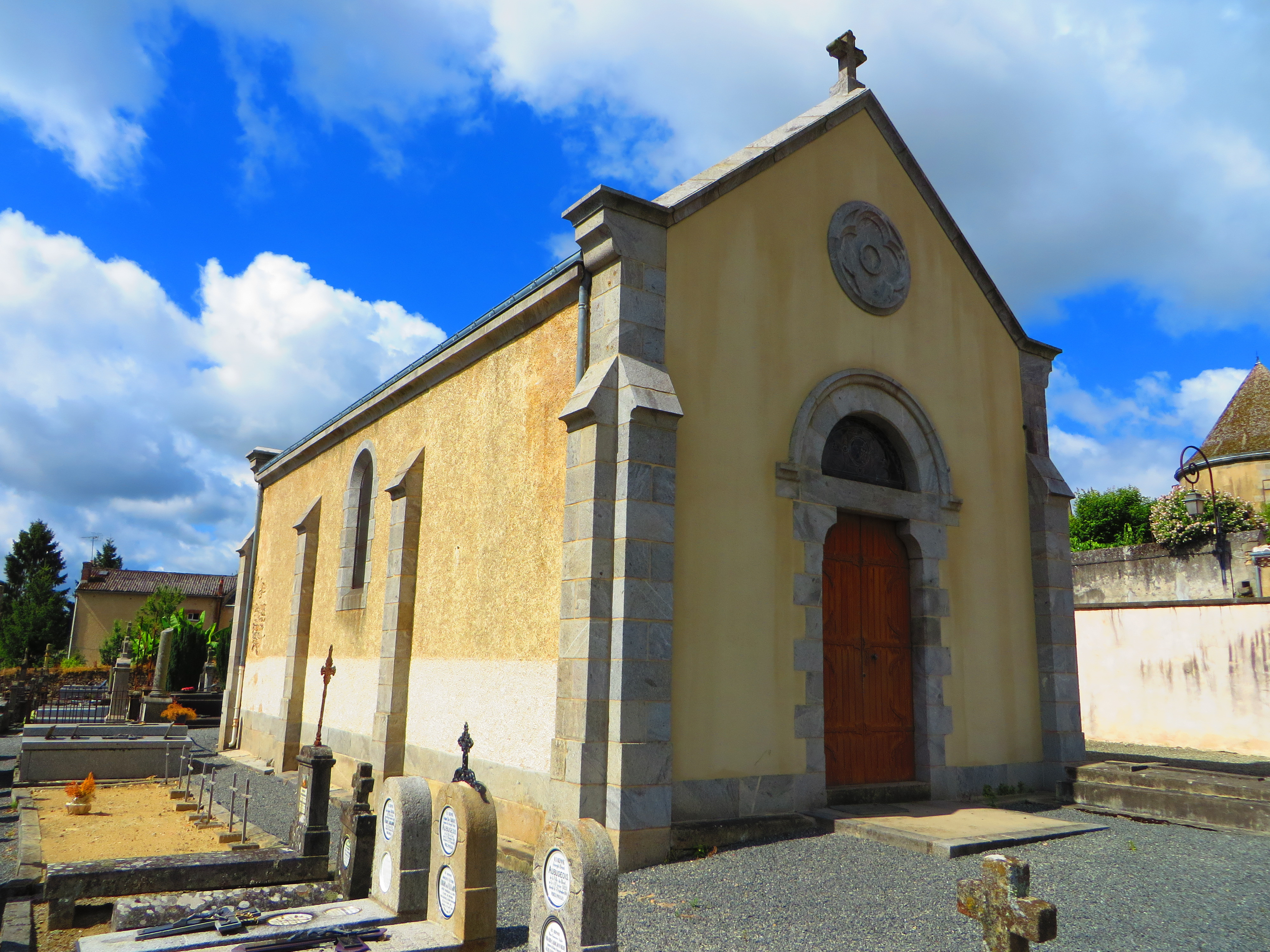
la chapelle du cimetière
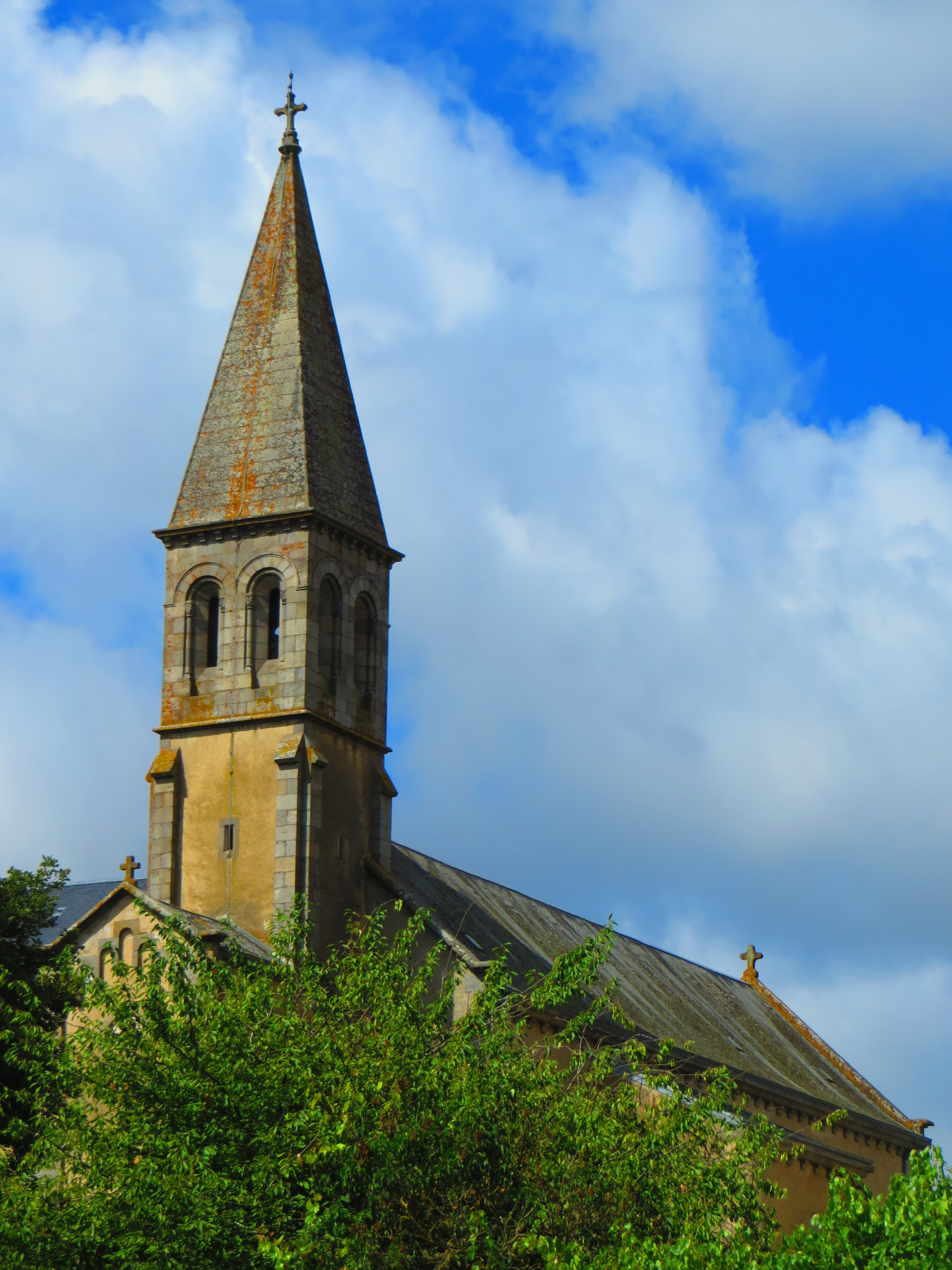
la chapelle des Sœurs de Marie-Joseph et de la Miséricorde
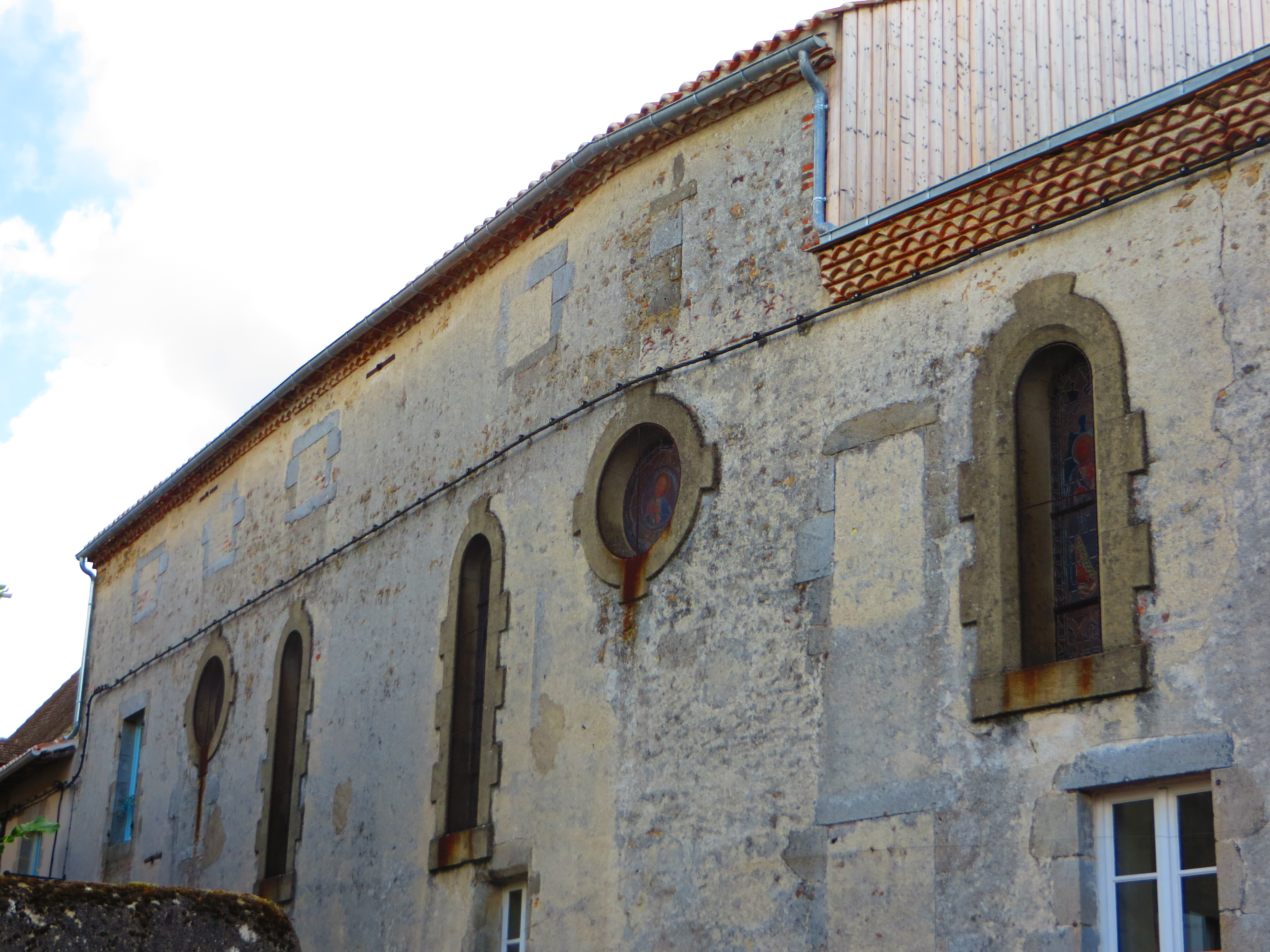
la chapelle Notre-Dame du temple
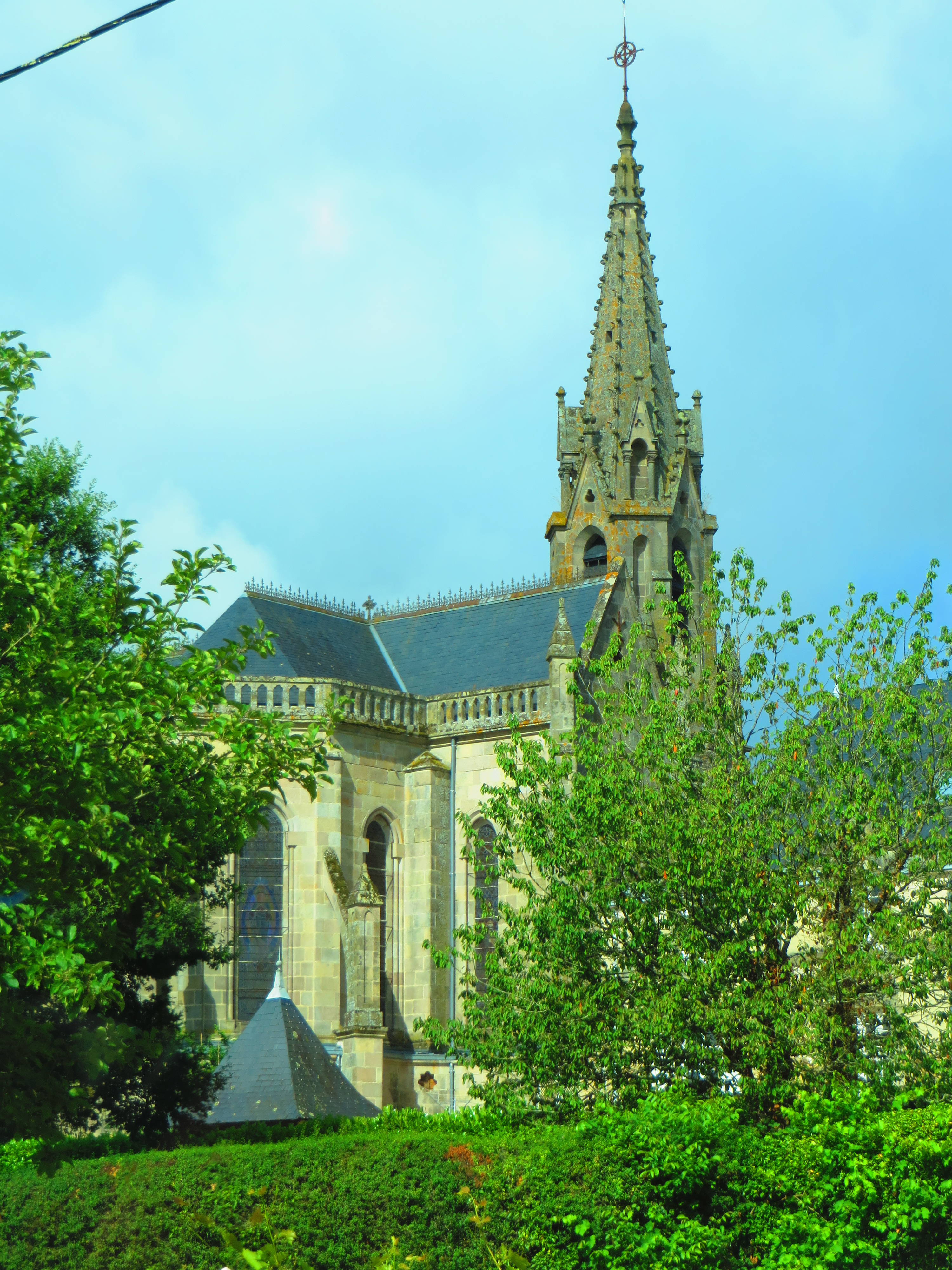
la chapelle des hospices de Grandchamp

### Personnalités liées à la commune
- Saint Israël (950-1014)
- Saint Théobald (990-1070)
- Pierre Robert (1589-1658), né et mort au Dorat, Magistrat.
- Jacques du Theil (1741-1808), né et mort au Dorat, président de l'assemblée de la noblesse de la Basse-Marche en 1789.
- Jacques Lesterpt (1745-1823), né et mort au Dorat, député du tiers état de la Basse-Marche aux États généraux de 1789, membre de la Convention nationale et membre des Cinq-Cents sous le Directoire.
- Benoît Lesterpt-Beauvais (1750-1793), né au Dorat, député du tiers état de la Basse-Marche aux États généraux de 1789, puis député de la Haute-Vienne à la Convention nationale.
- Jacques Junyen (1784-1855), né au Dorat, homme politique.
- Arthur de La Guéronnière (1816-1875), né au Dorat, Homme politique, journaliste, diplomate, écrivain, Grand officier de la Légion d'honneur
- Charles de La Guéronnière (1827-1866), né au Dorat, haut fonctionnaire, Commandeur de la Légion d'honneur
- Charles Blanchaud (1840-1920), mort au Dorat, poète
- René Paul Gustave Trouvé (1867-1935), né au Dorat, homme politique, maire du Dorat
- Joseph Guillemot (1899-1975), né au Dorat, athlète, champion olympique du 5 000 mètres à Anvers en 1920[46]
- Francis Arnaud (1970-), Batteur (Star Academy, Qui sera le meilleur ce soir ?, Charles Aznavour, Hugues Aufray, Sergent Garcia,...)

### Héraldique
|  | Les armoiries du Dorat se blasonnent ainsi : Deux écus accolés: (1) D'azur à trois fleurs de lis d'or,à la bande de gueules chargée de trois léopards d'argent. (2) D'azur à deux clefs d'argent passées en sautoir et cantonnées de quatre fleurs de lis. |

### Spécialités culinaires
- Le macaron
- Le clafoutis
- Le pâté aux pommes de terre

### Philatélie
Un timbre postal représentant la collégiale du Dorat, d'une valeur de 1,45 franc, a été émis le 16 juillet 1977.